# Charles Moore (2e vicomte Moore de Drogheda)
Pour les articles homonymes, voir Charles Moore et Moore.
Charles Moore, 2e vicomte Moore de Drogheda (1603-1643) est un aristocrate irlandais qui dirige les forces royalistes irlandaises dans le nord de Leinster au début de la guerre d'Irlande. 

## Biographie
Il est le troisième fils et héritier de Garret Moore (1er vicomte Moore), un propriétaire foncier dans le comté de Louth avec des liens avec de nombreuses familles anglaises de Pale. Moore est protestant, contrairement à beaucoup de ses proches restés catholiques. Il aide à négocier le traité de Mellifont en 1603, ce qui met fin à Guerre de Neuf Ans en Irlande. À la mort de Garret en 1627, son comté et ses domaines, dont l'Abbaye de Mellifont passent à son fils aîné Charles. La mère de Charles est Mary Colley, fille d'Henry Colley (en) de Castle Carbury : son frère, Henry Colley, Jr., est l'ancêtre direct du duc de Wellington. Charles épouse Alice Loftus, la fille cadette d'Adam Loftus (1er vicomte Loftus) (en) et de Sarah Bathow Meredith, avec qui il a au moins quatre enfants survivants. 

## Rébellion irlandaise
Après le déclenchement de la Rébellion irlandaise de 1641, la maison de Moore à Mellifont est prise le 21 novembre 1641 en prélude au siège des rebelles de Drogheda. Moore est l'un des chefs d'une force de secours de Dublin qui lève le siège en mars 1642. 
En 1643, Moore commande des troupes de Dublin envoyées pour résister à une avance sur Leinster par l'armée d'Ulster des Confédérés irlandais commandée par Owen Roe O'Neill. Le 7 août, Moore affronte O'Neill lors de la bataille de Portlester dans le comté de Meath. Au cours des combats, il est tué par un tir d'artillerie, selon certains témoignages, qui aurait été personnellement abattu par son adversaire O'Neill. Après la mort de Moore, les forces protestantes se retirent avec son corps. O'Neill n'a pas pu exploiter son succès en avançant vers Dublin. 
Sa mort inhabituelle est l'inspiration pour une scène similaire dans la pièce de 1645, Furie de Cola . Moore est remplacé par son fils, Henry Moore (1er comte de Drogheda), qui est fait comte de Drogheda par Charles II après la restauration. 